# Terremoto de Golán de 749
El terremoto de Golán de 749 fue un sismo sucedido el sábado 18 de enero de 749 «a la hora cuarta», es decir, hacia las 11:00 de la mañana.

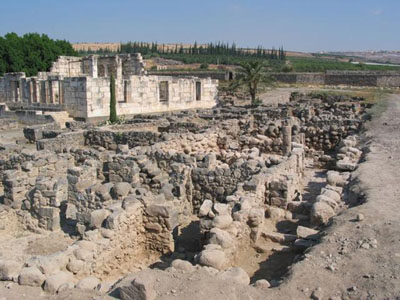
Ruinas de Cafarnaúm, una de las ciudades destruidas por el terremoto de 749.

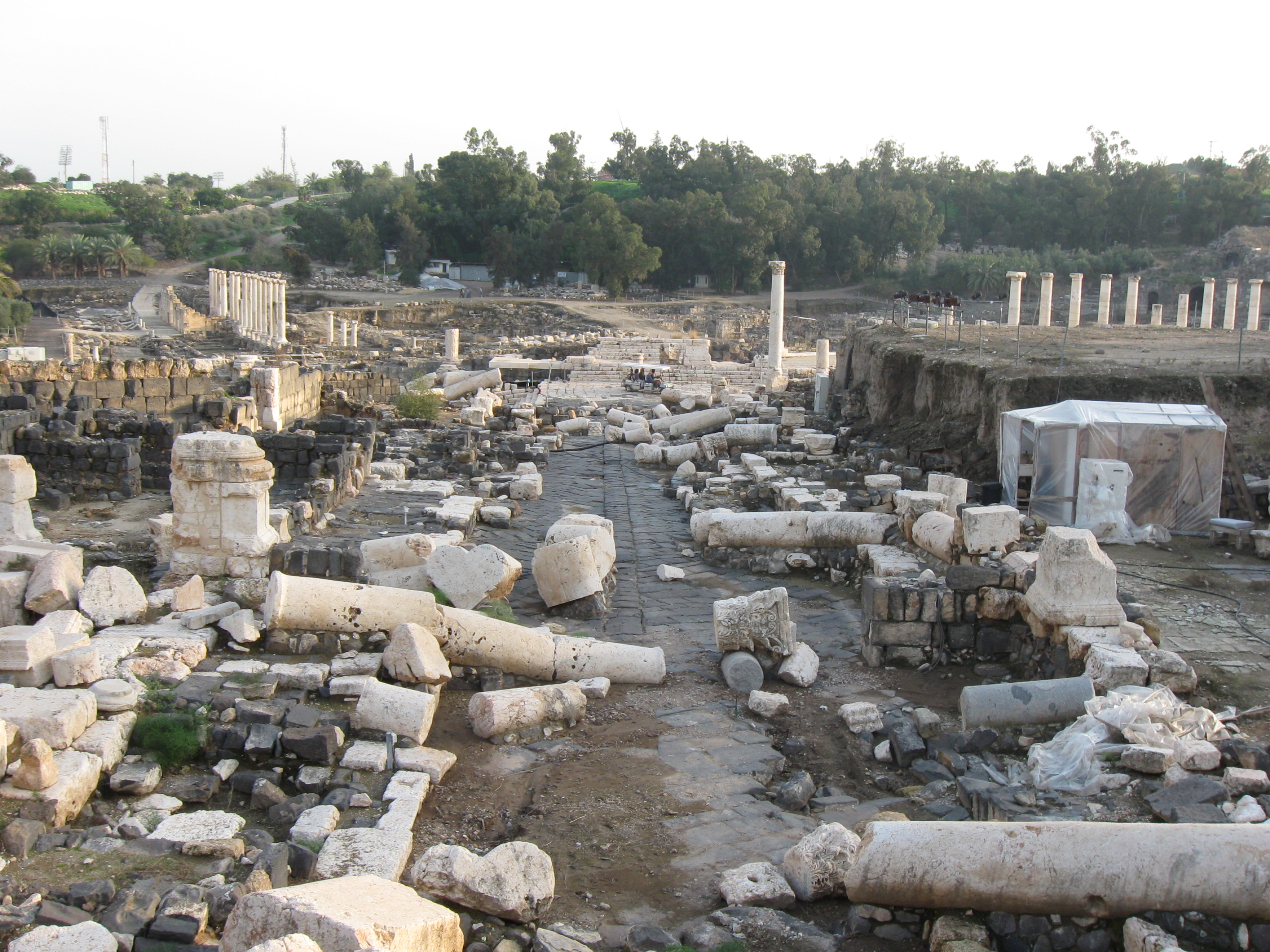
La ciudad de Escitópolis (Beit She’an), ciudad destruida por este terremoto.

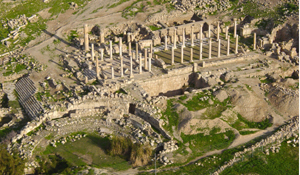
Ruinas de la ciudad de Pella (en la actual Jordania). Fotografía de 2006.

- רעש שביעית (Ra’ash Shvi’it, en idioma hebreo).
  - literalmente, ‘ruido del séptimo’ (posiblemente porque sucedió un año sabático, que es el ‘séptimo’ año).
  - el ‘terremoto del año sabático’.
  - el ‘séptimo terremoto’.

Tuvo una magnitud de 6,0 a 6,5 en la escala sismológica de Richter.
Afectó el califato Omeya (las actuales Israel, Líbano y Jordania).
Se desconoce el número de víctimas, aunque se estiman varias decenas de miles. Se cree que fue uno de los más intensos que golpearon el Oeste de Asia.

## Evidencia literaria
Hasta 2007 solo había datos históricos documentales. Así, un sacerdote copto de Alejandría informó que en Egipto se habían deformado las vigas de los techos de las casas, un sacerdote sirio escribió que un pueblo en la región del monte Tabor se había deslizado a 6 km de distancia; otras fuentes escribieron acerca de inmensas olas en el mar Mediterráneo, que Damasco (Siria) se había sacudido durante varios días, y que varias ciudades y pueblos habían sido tragados por la tierra. Las descripciones más detalladas son las de Jerusalén, donde se informó de miles de muertos (en esa época las casas eran de adobe, y un terremoto común volteaba cientos de casas), varios palacios y templos colapsaron y la mezquita Al-Aqsa sufrió graves daños.
Estas fuentes históricas permitieron a los científicos conocer la intensidad del terremoto e incluso su epicentro, pero no más que eso.
El terremoto es mencionado como Ra’ash Shvi’it (literalmente, ‘ruido del séptimo’) en los piyut —una forma de poemas litúrgicos judíos; término proveniente de poietés: ‘poeta’— de la época, que —como sucedió un día sábado— podría referirse al hecho de que el sábado era el séptimo día de la semana para la cultura judía. También podría sugerir que sucedió en un año sabático. Si sucedió en un año sabático, y en cuál de ellos, tendría importantes consecuencias en el conteo del Shmita, y aún es materia de debate entre estudiosos judíos.

## Análisis geológico y arqueológico en 2007
En 2007, los hallazgos dirigidos por el Dr. Shmuel Marco (de la Universidad de Tel Aviv) y el Dr. Moshe Hartal (de la Autoridad en Antigüedades) en Tiberíades permitieron a los geólogos analizar el terremoto utilizando técnicas modernas de investigación, como si hubiera sucedido ayer mismo.
Durante el curso de una excavación para expandir el hotel Galei Kinneret, Hartal descubrió un extraño fenómeno: a la misma profundidad que un estrato de tierra de la época de la era Omeya (638-750) se encontraba un estrato de la época romana (37 a. C.-132 d. C.).
Durante el terremoto, un segmento de tierra de cientos de kilómetros —desde Tiberíades en el norte hasta Jericó en el sur— se corrió hacia el norte 1,5 metros.
Las ciudades de Tiberíades, Beit She'an, Hippos y Pella fueron completamente destruidas, mientras que otras ciudades en la región del Levante quedaron gravemente dañadas. Además se informó de decenas de miles de víctimas.

## Daños y víctimas
- Escitópolis (Beit She'an) quedó completamente destruida.
- Tiberíades quedó completamente destruida.
- Capernaúm quedó completamente destruida.
- Hippos (Sussita) quedó completamente destruida. Esta ciudad fue abandonada para siempre.
- En Jerusalén, el conteo de muertes llegó a miles de personas, además de la destrucción de palacios y templos, y la mezquita Al-Aqsa sufrió graves daños.
- Umm el Kanatir, junto con su antiquísima sinagoga quedaron completamente destruidas.[4]
- Gerasa (en Jordania) resultó casi destruida.[5]
- Pella (en Jordania) quedó completamente destruida.